# The Exploits of Elaine
The Exploits of Elaine is een Amerikaanse filmreeks, die de immens populaire serie The Perils of Pauline (beide uit 1914) opvolgde. De hoofdrol wordt vertolkt door Pearl White (die ook de hoofdrol had in The Perils of Pauline). Andere rollen worden vertolkt door Arnold Daly, Sheldon Lewis, Creighton Hale en Riley Hatch.
De film werd in 2008 opgenomen in de National Film Registry.

## Verhaal
De filmreeks volgt een meisje genaamd Elaine, die hulp zoekt van een detective om de mysterieuze "Clutching Hand" die haar vader vermoord heeft te vinden.

## Rolverdeling
| Acteur           | Personage                        |
| ---------------- | -------------------------------- |
| Pearl White      | Elaine Dodge                     |
| Arnold Daly      | Detective Craig Kennedy          |
| Creighton Hale   | Walter Jameson (afl 1 tot 3)     |
| Raymond Owens    | Walter Jameson (afl. 4 tot 14)   |
| Sheldon Lewis    | Perry Bennett/The Clutching Hand |
| Edwin Arden      | Wu Fang                          |
| Leroy Baker      | De Butler                        |
| Bessie Wharton   | Tante Josephine/ Mrs. Dodge      |
| Riley Hatch      | President Dodge                  |
| Robin H. Townley | Limpy Red                        |
| Floyd Buckley    | Michael                          |
| M.W. Rale        | Wong Lang Sin                    |
| George B. Seitz  |                                  |
| Lionel Barrymore |                                  |
| Howard Cody      |                                  |
| Paul Panzer      |                                  |

## Achtergrond

### Productie
Exploits of Elaine was gebaseerd op een boek in de "Craig Kennedy, Scientific Detective"-serie van Arthur B. Reeve.
The Exploits of Elaine was de eerste filmreeks met een mysterieuze schurk erin. Dit zou later regelmatig terugkomen in dit soort series. De film wist uiteindelijk meer te verdienen dan zijn voorganger en wist twee vervolgen te verzekeren genaamd The New Exploits of Elaine en The Romance of Elaine.

### Afleveringen
1. The Clutching Hand
2. The Twilight Sleep
3. The Vanishing Jewels
4. The Frozen Safe
5. The Poisoned Room
6. The Vampire
7. The Double Trap
8. The Hidden Voice
9. The Death Ray
10. The Life Current
11. The Hour of Three
12. The Blood Crystals
13. The Devil Worshippers
14. The Reckoning